# San Francisco 49ers 1968
La stagione 1968 dei San Francisco 49ers è stata la 18ª della franchigia nella National Football League.

## Partite

### Stagione regolare
| Turno | Data       | Avversario             | Risultato | Pubblico |
| ----- | ---------- | ---------------------- | --------- | -------- |
| 1     | 15/9/1968  | at Baltimore Colts     | S 27–10   | 56,864   |
| 2     | 22/9/1968  | St. Louis Cardinals    | V 35–17   | 27,557   |
| 3     | 29/9/1968  | Atlanta Falcons        | V 28–13   | 27,477   |
| 4     | 6/10/1968  | at Los Angeles Rams    | S 24–10   | 69,520   |
| 5     | 13/10/1968 | Baltimore Colts        | S 42–14   | 32,822   |
| 6     | 20/10/1968 | at New York Giants     | V 26–10   | 62,958   |
| 7     | 27/10/1968 | at Detroit Lions       | V 14–7    | 53,555   |
| 8     | 3/11/1968  | Cleveland Browns       | S 33–21   | 31,359   |
| 9     | 10/11/1968 | at Chicago Bears       | S 27–19   | 46,978   |
| 10    | 17/11/1968 | Los Angeles Rams       | P 20–20   | 41,815   |
| 11    | 24/11/1968 | at Pittsburgh Steelers | V 45–28   | 21,408   |
| 12    | 1/12/1968  | Green Bay Packers      | V 27–20   | 47,218   |
| 13    | 8/12/1968  | Minnesota Vikings      | S 30–20   | 29,049   |
| 14    | 15/12/1968 | at Atlanta Falcons     | V 14–12   | 44,977   |